# Oestropa
Oestropa là một chi bướm đêm thuộc phân họ Olethreutinae, họ Tortricidae Tortricidae.

## Các loài
- Oestropa scolopendrias (Meyrick, 1912)
- Oestropa scorpiastis (Meyrick, 1912)